# Grand-Rullecourt
Grand-Rullecourt é uma comuna francesa na região administrativa de Altos da França, no departamento de Pas-de-Calais. Estende-se por uma área de 10,71 km². Em 2010 a comuna tinha 402 habitantes (densidade: 37,5 hab./km²).